# 戦いの原則
戦いの原則（たたかいのげんそく、英語：principles of war）は、軍事行動を成功させるために遵守することが求められる諸原則である。

## 概要
戦いの原則とは、軍事作戦を成功させるためのいくつかの原則や格言、規範をまとめたものであり、戦争や作戦の科学的な分析や立案に際して考え方の基盤となるものである。戦いの原則とは、将校にとって作戦指揮や意思決定の局面で行動の方針を検討する際に役立つものであり、それは通常では軍事教範の中で概念、命題、または文章として形式化されている。戦いの原則を応用する可能性と限界は指揮する作戦行動の水準と関連している。
基本的に戦いの原則は戦略的、作戦的、戦術的な水準にも総じて適応することが可能であり、例えば目標の原則はあらゆる水準で行動の一貫性を保つために重要な原則である。しかし、攻勢の原則のような原則は、戦略的な水準と戦術的な水準ではその意味合いも効果も異なる。戦いの原則には一般的な意義もあるが、ここにあらゆる場面で通用できるものではないという限界がある。

## 思想の歴史

### 起源
戦いの原則を提唱した最古の戦略家は、『孫子』の著者である孫武であり、彼は自著で戦いの原則をリスト化することはなかったが、戦争術において重要な原則があることを示している。そこでは敵と自分自身をよく知ること、勝利が確実な情勢においてのみ打撃すること、柔軟であること、敵を奇襲すること、敵を分断することの意義について記されている。しかし、これらは相互に関連する原則が含まれており、体系化された諸原則ではなかった。

### 体系化
体系的な戦いの原則が論じられるようになるのは、18世紀から19世紀にかけて軍事学に科学的方法が導入されることが主張され、また普遍的な原理を解明することに関心が寄せられるようになってからであった。ジョミニは『戦争概論』で次の4つの原則を戦いの原則として明らかにしている。
1. 主力を戦場の決勝点か、または敵の後方連絡線に対して継続的に投入すること。
2. 我の主力を以って敵の個別の戦力と交戦するように機動すること。
3. 戦場において我の主力を決勝点か敵の緊要箇所に対して打撃すること。
4. 主力は決勝点に投入されるだけでなく、交戦のために準備すること。

一方で、このような戦いの原則には限界があることを、クラウゼヴィッツは『戦争論』で主張している。クラウゼヴィッツとしても防御の優位性や攻勢の重要性、奇襲や予備の効果が軍事行動において一般的に依拠するべきであるとは考えていたが、戦争における不確実性や非合理性があることを強調していた。

### 近代軍事学
フラーはこのような議論を踏まえながら、1920年に軍事学の理論的な基盤としての戦いの原則を発表し、それは1921年にアメリカの戦争省訓練規則10-5で正式に採用されている。そこでは目的、攻勢、物量、戦力の節約、運動、奇襲、警戒、簡明、そして協調の9個の原則がリスト化された。これは1986年版の米陸軍の野戦教範100-5にも改良した上で採用され続けており、以下のような整理がなされている。
1. 目的の原則とは軍事作戦が達成するべき目的を明確に方向付ける原則。
2. 攻勢の原則とは戦いの主導権を獲得、維持、発展させる原則。
3. 物量の原則とは戦闘力を決定的な地点と時点に集中させる原則。
4. 戦力節約の原則とは本質的な戦闘力を無駄なく配置させる原則。
5. 機動の原則とは戦闘力の柔軟な適用を通じて敵を不利な地点に位置させる原則。
6. 指揮統一の原則とは全ての目的が一人の責任ある指揮官のもとで統合されている原則。
7. 警戒の原則とは敵が不測に前進行動することを決して許さない原則。
8. 奇襲の原則とは敵が予想していないある時点または地点において敵を打撃する原則。
9. 簡明の原則とは行動の計画を簡潔かつ明快に準備しておく原則。

このような戦いの原則は、戦争のあらゆる局面に対処するための一般的な指針を示すことができるものとして軍事教育でも示される。将校が戦術的な概念を理解し、任務を遂行するための基礎的な思考様式を獲得するための教育で、戦いの原則は用いられ続けている。